# 小行星13761
小行星13761（13761 Dorristaylor）是一颗绕太阳运转的小行星，为主小行星带小行星。该小行星于1998年9月26日发现。

## 轨道参数
小行星13761的轨道半长轴为2.4129620 UA，离心率为0.119。